# Handel Architects
 (août 2018).
Si vous disposez d'ouvrages ou d'articles de référence ou si vous connaissez des sites web de qualité traitant du thème abordé ici, merci de compléter l'article en donnant les références utiles à sa vérifiabilité et en les liant à la section « Notes et références ».
Handel Architects LLP est un cabinet d'architecture fondé à New York en 1994. Dirigée par Gary Handel, la société possède des bureaux à New York, San Francisco, Hong Kong et Abu Dhabi[source insuffisante]. 

## Effectifs
La firme est composée de cinq associés : Gary Handel (président), Blake Middleton, Glenn Rescalvo, Frank Fusaro, et Michael Arad[source insuffisante]. 

## Projets

### États-Unis

#### New York
- Dream Downtown Hotel[3], Chelsea, Manhattan

#### San Francisco
- NeMa North Tower[4], San Francisco

#### Boston
- Hemenway Building at Boston Conservatory[5], Fenway Kenmore

#### Santa Barbara
- Santa Barbara Bowl (en)[6][source insuffisante], Santa Barbara (Californie)

#### Philadelphie
- The Residences at The Ritz-Carlton (Philadelphia)[7][source insuffisante], Center City (Philadelphie)

### Émirats arabes
- Rosewood Abu Dhabi[8][source insuffisante], Abou Dabi